# Egidija Tamošiūnienė
Egidija Tamošiūnienė (ex Stauskienė; * 1974 in der Litauischen SSR) ist eine litauische Richterin, Professorin für Zivilverfahrensrecht der Rechtsfakultät der Mykolo Romerio universitetas (MRU).

## Leben
Egidija absolvierte von 1992 bis 1997 das Diplomstudium der Rechtswissenschaft an der Vilniaus universitetas und promovierte 2006 an der MRU zum Thema „Teismo vaidmuo vykdymo procese“. Ab 2001 war sie Anwältin in der Anwaltskanzlei ihres Mannes Gintaras Tamošiūnas (* 1963). Seit 2003 lehrt sie als Lektorin am Lehrstuhl für Zivilverfahrensrecht der Rechtsfakultät der MRU. Seit 2012 ist sie Professorin und Leiterin des Lehrstuhls der Rechtsfakultät der Mykolo Romerio universitetas. Seit April 2013 ist sie Richterin am Lietuvos apeliacinis teismas.